# Misiowanki
Misiowanki (ang. The Berenstain Bears, 2003-2005) – amerykańsko-kanadyjski serial animowany wyprodukowany w latach 2003-2005. Opowiada on o przygodach rodziny Misiów. Kontynuacja serialu Misie z Niedźwiedziej Krainy.

## Bohaterowie
- Miś – Starszy brat Misi. Uwielbia grać w siatkówkę i jeździć na rowerze. Zwykle nosi czerwoną bluzkę i zielone spodnie.
- Misia – Młodsza siostra Misia. Zwykle chodzi ubrana na różowo. Jest najlepszą przyjaciółką Lizy.
- Mama Miś – Mama Misia i Misi. Uwielbia robić na drutach. Zwykle chodzi ubrana na niebiesko.
- Tata Miś – Tata Misia i Misi. Z zawodu jest stolarzem. W młodości był maratończykiem. Zwykle nosi niebieskie spodnie i wielki brązowy kapelusz.
- Babcia Miś – Babci Misia i Misi.
- Dziadek Miś – Dziadek Misia i Misi.
- Fred – Kuzyn Misia i Misi. Nosi okulary i chce zostać wynalazcą. Jest również najlepszym przyjacielem Misia. Jest zwykle ubrany w zieloną bluzkę z jednym guzikiem.
- Liza – najlepsza przyjaciółka Misi.
- Karolka – Przyjaciółka Misi.
- Misiek – Przyjaciel Misia. Często wyśmiewa Misia i Misię. Nosi bluzkę w paski.
- Pan Misiarski – Sąsiad rodziny Misiów. Jest farmerem. Najlepszy przyjaciel taty Misia.
- Pani Niedźwiedzka – Sąsiadka rodziny Misiów. W jednym z odcinków serialu opiekowała się Misiem i Misią.

## Wersja polska
Serial emitowany był w Polsce w paśmie Wieczorynki w TVP1.
Opracowanie: Telewizja Polska Agencja Filmowa

Reżyseria: Andrzej Bogusz

Dialogi:
- Katarzyna Precigs (odc. 1-26),
- Dorota Dziadkiewicz (odc. 27-40)

Tłumaczenie: Agnieszka Stelmaszyńska

Dźwięk: Jakub Milencki

Montaż:
- Jakub Milencki (odc. 1-2),
- Zofia Dmoch (odc. 3-40)

Kierownik produkcji: Monika Wojtysiak

Wystąpili:
- Grzegorz Wons – Tata Miś
- Artur Kaczmarski – Misiu
- Elżbieta Bednarek – Misia
- Ewa Serwa – Mama Miś
- Tomasz Bednarek – Fredzio
- Leopold Matuszczak – Dziadek Miś
- Joanna Orzeszkowska – Babcia Miś
- Iwona Rulewicz – Liza
- Jolanta Wilk – Karolka
- Cezary Kwieciński – Misiek
- Mieczysław Morański – Pan Misialski
- Elżbieta Gaertner – Wdowa Pająk (odc. 5b)
- Stanisław Brudny – Kapitan Solski (odc. 9b)
- Janusz Bukowski – Burmistrz
- Brygida Turowska – Berta
- Krzysztof Szczerbiński – Fabian
- Halina Chrobak
- Leszek Zduń
- Włodzimierz Press
- Aleksander Gawek
- Marek Barbasiewicz
- Elżbieta Kijowska
- Karol Wróblewski
- Hanna Kinder-Kiss
- Marek Włodarczyk
- Irena Malarczyk
- Jarosław Domin
- Jerzy Rogowski
- Rafał Żabiński
- Anna Apostolakis
- Elżbieta Jarosik
- Krystyna Królówna
- Piotr Pręgowski
- Krystyna Kozanecka
- Krzysztof Bauman
- Krzysztof Strużycki
- Mirosław Jękot
- Tomasz Marzecki
- Krzysztof Mielańczuk
- Jacek Jarosz
- Dariusz Błażejewski
- Agnieszka Kunikowska
- Jacek Kopczyński

i inni
Słowa: Wiesława Sujkowska

Opracowanie: Marian Szałkowski

Piosenkę śpiewał: Tomasz Szwed

Lektor: Andrzej Bogusz

## Spis odcinków
| Nr             | Polski tytuł                 | Angielski tytuł           |
| -------------- | ---------------------------- | ------------------------- |
|                |                              |                           |
| SERIA PIERWSZA |                              |                           |
|                |                              |                           |
| 01             | Kłopoty w szkole             | Trouble At School         |
| 01             | U dentysty                   | Visit the Dentist         |
|                |                              |                           |
| 02             | Mocarny Maksio               | Mighty Milton             |
| 02             | Mama będzie pracować         | Mama’s New Job            |
|                |                              |                           |
| 03             | Powrót do szkoły             | Go To School              |
| 03             | U babci i dziadka            | A Week at Grandma’s       |
|                |                              |                           |
| 04             | Najlepszy przyjaciel misia   | Trouble With Pets         |
| 04             | Opiekunka                    | The Sitter                |
|                |                              |                           |
| 05             | Telewizja                    | Too Much TV               |
| 05             | Święto duchów                | Trick or Treat            |
|                |                              |                           |
| 06             | Pieniądze                    | Trouble With Money        |
| 06             | Wyzwanie                     | Double Dare               |
|                |                              |                           |
| 07             | Eliminacje                   | Out For the Team          |
| 07             | Ciesz się tym, co masz!      | A Count Their Blessings   |
|                |                              |                           |
| 08             | Piżamowe przyjęcie           | Slumber Party             |
| 08             | Odrabianie lekcji            | Homework Hassle           |
|                |                              |                           |
| 09             | Konkurs talentów             | The Talent Show           |
| 09             | Nawiedzona latarnia          | The Haunted Lighthouse    |
|                |                              |                           |
| 10             | Jubilat                      | The Birthday Boy          |
| 10             | Zielonooki potwór            | The Green Eyed Monster    |
|                |                              |                           |
| 11             | Wiewiórka                    | The Baby Chipmunk         |
| 11             | Gwiazdka życzeń              | The Wishing Star          |
|                |                              |                           |
| 12             | Zachcianki                   | Get the Gimmies           |
| 12             | Wycieczka do jaskini         | Lost in a Cave            |
|                |                              |                           |
| 13             | Niezdrowe jedzenie           | Too Much Junk Food        |
| 13             | Na letnim obozie             | Go To Camp                |
|                |                              |                           |
| SERIA DRUGA    |                              |                           |
|                |                              |                           |
| 14             | Usprawiedliwienie            | Excuse Note               |
| 14             | Jak wybrać zawód             | On the Job                |
|                |                              |                           |
| 15             | Za mała                      | Too Small For the Team    |
| 15             | Konkurs skakania na skakance | The Jump Rope Contest     |
|                |                              |                           |
| 16             | Złe nawyki                   | The Bad Habit             |
| 16             | Dynia na medal               | The Prize Pumpkin         |
|                |                              |                           |
| 17             | Florek Mądrala               | Ferdy Factual             |
| 17             | Pomocna dłoń                 | Lend a Helping Hand       |
|                |                              |                           |
| 18             | Obraźliwe słowo              | The Big Blooper           |
| 18             | Nuda                         | Nothing to Do             |
|                |                              |                           |
| 19             | Gabinet luster               | House of Mirrors          |
| 19             | Za dużo zajęć                | Too Much Pressure         |
|                |                              |                           |
| 20             | Wesołe miasteczko            | Visit Fun Park            |
| 20             | Najlepsze miejsce na ryby    | The Perfect Fishing Spot  |
|                |                              |                           |
| 21             | Zajęcie na lato              | The Summer Job            |
| 21             | Wielki czerwony latawiec     | The Big Red Kite          |
|                |                              |                           |
| 22             | Wspaniałe wakacje            | Too Much Vacation         |
| 22             | Kłopoty z dorosłymi          | Trouble With Grown Ups    |
|                |                              |                           |
| 23             | Wizyta u lekarza             | Go To The Doctor          |
| 23             | Nie zaśmiecaj środowiska     | Don't Pollute (Anymore)   |
|                |                              |                           |
| 24             | Przyjaciółki                 | The In Crowd              |
| 24             | Kłopoty wynalazców           | Fly It                    |
|                |                              |                           |
| 25             | Nad morzem                   | By The Sea                |
| 25             | Miś spóźnialski              | Catch The Bus             |
|                |                              |                           |
| 26             | Rodzinne spotkanie           | Family Get Together       |
| 26             | Dziwne mleko                 | The Stinky Milk Mystery   |
|                |                              |                           |
| SERIA TRZECIA  |                              |                           |
|                |                              |                           |
| 27             | Nowi sąsiedzi                | The New Neighbours        |
| 27             | Wielkie wybory               | The Big Election          |
|                |                              |                           |
| 28             | Wielkie Centrum Handlowe     | The Giant Mall            |
| 28             | Niezwykła babcia             | The Giddy Grandma         |
|                |                              |                           |
| 29             | Z myślą o potrzebujących     | Think Of Those In Need    |
| 29             | Sposób na czkawkę            | The Hiccup Cure           |
|                |                              |                           |
| 30             | Chwile w rodzinnym gronie    | Go To The Movies          |
| 30             | Wycieczka z rodzicami        | The Car Trip              |
|                |                              |                           |
| 31             | Pokaz zwierząt               | Pet Show                  |
| 31             | Porządek ułatwia życie       | Pick Up And Put Away      |
|                |                              |                           |
| 32             | Zabawa w cyrk                | Hug and Make Up           |
| 32             | Wielki wyścig                | The Big Road Race         |
|                |                              |                           |
| 33             | Skarby ze strychu            | Attic Treasure            |
| 33             | Tańczmy                      | Gotta Dance               |
|                |                              |                           |
| 34             | Zły sen                      | The Bad Dream             |
| 34             | Przeprowadzka                | Moving Day                |
|                |                              |                           |
| 35             | Obóz w górach                | White Water Mystery       |
| 35             | Proszę i dziękuję            | Say Please and Thank You  |
|                |                              |                           |
| 36             | Wyprawa do Ptasiego Lasu     | Showdown At Birder's Wood |
| 36             | Zdążyć na czas               | Help Around The Workshop  |
|                |                              |                           |
| 37             | Ten pieniek musi zniknąć     | That Stump Must Go        |
| 37             | Lekcje rysunku               | Draw It                   |
|                |                              |                           |
| 38             | Dla wszystkich pizza         | Papa's Pizza              |
| 38             | Dziewczyny górą              | Female Fullback           |
|                |                              |                           |
| 39             | Misie na każdą porę roku     | Bears For All Seasons     |
| 39             | Zaczekaj aż urośnie          | Grow It                   |
|                |                              |                           |
| 40             | W górę i w dół               | Go Up And Down            |
| 40             | Duży miś, mały miś           | Big Bear, Small Bear      |
|                |                              |                           |